# دويرة

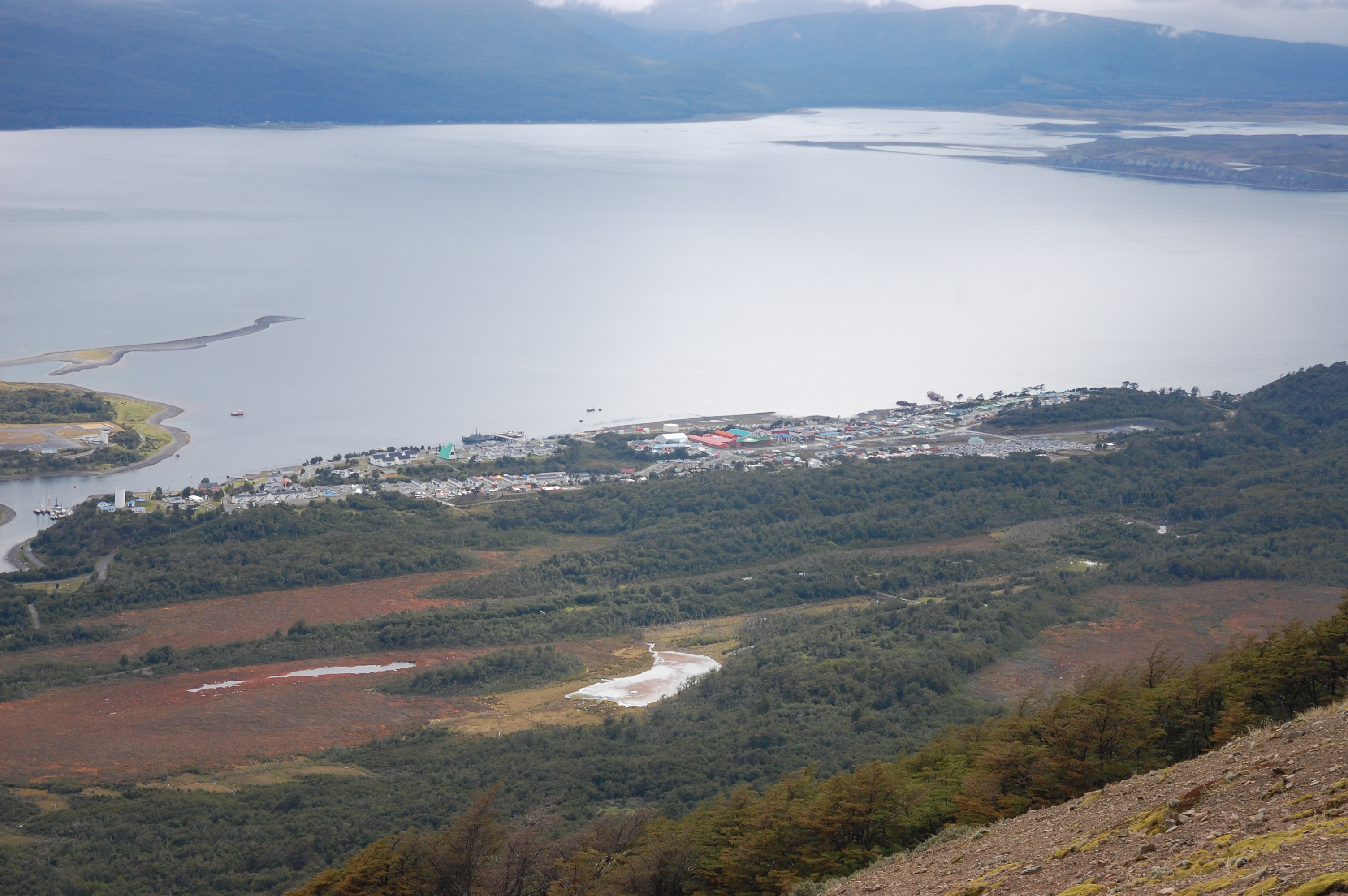
دُوَيرة متطاولة ومُحرَّجة. اتجاه التدفق هنا كان وقت التكوين من الغرب إلى الشرق (من اليسار إلى اليمين في الصورة).

الدُّوَيْرة (بالإنجليزية: Drumlin)‏ (نقحرة: دروملين) هو تل ممدود من الرواسب الجليدية أودعت موازية لتدفق الجليد. عادةُ يتراوح طوله ما بين 1 إلى 2 كم، وهو يتكون بمُختلف الأشكال والأحجام.

## المرادفات
ومن أسمائه أيضًا: حدبة مثلجية وسنام مثلجي وتل مثلجي وتَل جليدي وكثيبٌ جليدي